# 近衛宰子
近衛 宰子（このえ さいし、仁治2年（1241年） - ?）は、鎌倉時代中期の公家女性。近衛兼経の娘。鎌倉幕府6代将軍宗尊親王の正室。7代将軍惟康親王・掄子女王の母。

## 生涯
文応元年（1260年）2月5日、20歳で幕府執権北条時頼の猶子として鎌倉に入り、3月21日、19歳の将軍宗尊親王の正室となり、御息所と呼ばれる。時頼の猶子にすることで、北条得宗家の女性が将軍に嫁すという形を取っている。通常、猶子は身分の低い立場の人間が自分より身分の高い人間との間で結ぶものだが、摂関家の女性が王朝における身分秩序において自家より低い北条得宗家の猶子となることは異例である。文永元年（1264年）4月29日、惟康王を出産する。
文永3年（1266年）3月に上洛していた宗尊親王の内々の使者が6月5日に京から戻ったが、後嵯峨上皇から息子の宗尊親王への内々の諷諫を伝えており、それは宰子に関するものだという。20日には執権政村・連署時宗・実時・安達泰盛による「深秘の御沙汰」が行われ、同日に宰子出産の際に験者を務めた幕府護持僧の松殿僧正良基が何らかの理由で御所を退出し逐電している。23日には宰子と娘の掄子女王がにわかに時宗の山内殿に入り、惟康王が時宗邸に入っている。鎌倉は大きな騒ぎとなり近国の武士たちが蜂のごとく馳せ集ったが、7月4日に宗尊親王は女房輿で京へ送還された。宗尊は20日に入京し、24日に鎌倉で3歳の惟康王が次の将軍に就いた。宗尊の送還を知った後嵯峨上皇は義絶を宣言するが（『外記日記』『五代帝王物語』）、それを知った幕府は11月に後嵯峨上皇に取り成した上で宰子と掄子を京に送還し、宗尊をこれ以上罪を問うことはないことを明確にした。
宗尊親王が将軍を解任され京へ送還されるに至ったくわしい事情は不明だが、宰子と良基の密通事件を口実に宗尊に謀叛の嫌疑がかけられ、将軍の解任と京への送還が決定されたとする見方もある。また宗尊が宰子を離縁するような強硬な措置を取ろうとして父の後嵯峨上皇に相談したが後嵯峨はそれを好まず、幕府にとっても宗尊の行動は執権・連署との相談なしの独走であったため宗尊は孤立してしまったのではないかとする推測もある。
『外記日記』によると文永4年（1267年）2月頃には、良基が鎌倉逃亡後に流浪して高野山に入り断食して果てたという噂が流れている。宰子は9月4日に出家。なお『外記日記』にはこの後、良基の弟子たちは13回忌の供養まで修めたが、良基と宰子が夫婦になって暮らしていたのが露見し、宰子の所領越前国坂北庄が幕府より召し上げられたという噂が流れたことも記されている。
娘の掄子女王は後に後宇多天皇の側室となって禖子内親王を産んでいる。

## 関連作品
- 北条時宗（2001年・NHK大河ドラマ） - 演：川原亜矢子